# Svæveflyveklubber i Danmark
Svæveflyveklubberne i Danmark bliver drevet af medlemmerne selv til forskel fra andre lande hvor man ofte kan finde kommercielle svæveflyvecentre. Klubberne er samlet gennem Dansk Svæveflyver Union (DSvU). Uddannelsen til svæveflyvepilot bliver også gennemført lokalt i klubberne af ulønnede instruktører.
Klubberne ligger spredt ud over hele landet. Af oversigtskortet fremgår, hvor i landet flyvepladserne er.

## Klubberne sorteret efter område
Inden for det enkelte område er klubberne sorteret alfabetisk.

### Nordjylland
- AVIATOR - Aalborg Svæveflyveklub, Aars.
- Hjørring – Nordjysk Svæveflyveklub, Ottestrup ved Sæby.
- Skive Svæveflyveklub, Vinkel øst for Skive.
- Svævethy, Morsø flyveplads på Mors.
- Viborg Svæveflyveklub, Viborg Flyveplads.

### Midtjylland
- Aarhus Svæveflyveklub.
- Dansk Svæveflyver Union, Svæveflyvecenter Arnborg
- Silkeborg Flyveklub.
- Svæveflyveklubben SG-70.
- Lemvig Flyveklub
- Lindtorp Svæveflyveklub
- Herning Svæveflyveklub
- Vestjyllands Svæveflyveklub
- Holstebro Svæveflyveklub

### Sydjylland
- Billund Svæveflyveklub
- Flyvestation Skrydstrup Svæveflyveklub
- Kolding Flyveklub
- Sønderjysk Flyveklub
- Tønder Flyveklub
- Vejle Svæveflyveklub
- Vestjysk Svæveflyveklub

### Fyn
- Fyns Svæveflyveklub

### Sjælland
- Flyvestation Værløse Svæveflyveklub er i dag en del af Nordsjællands Svæveflyveklub
- Frederikssund Frederiksværk Flyveklub
- Kalundborg Flyveklub
- Lolland-Falster Svæveflyveklub
- Midtsjællands Svæveflyveklub
- Nordsjællands Svæveflyveklub
- Polyteknisk Flyvegruppe
- Tølløse Flyveklub
- Øst-Sjællands Flyveklub

## Oversigtskort
Dannebrog til venstre for klubnavnet viser klubbens flyveplads og vil, når musen holdes herover, vise klubbens fulde navn og flyveplads.
 Nordjysk
 Aalborg Aero Sport
 Aviator
 Svævethy
 Lemvig
 Skive
 Viborg
 Arnborg
 Herning
 Billund
 Vejle
 Silkeborg
 Holstebro
 Vestjyllands
 Vestjysk
 Lindtorp
 Århus
 Kolding
 Skrydstrup
 Sønderjysk
 Tønder
 Fyn
 Gørløse
 Kaldred
 Slaglille
 Tølløse 
 Kongsted
 Maribo

## Relaterede sider
Termik-ligaens kluboversigt med GPS koordinater over på Google maps Arkiveret 4. marts 2016 hos  Wayback Machine